# Junonia orthosialis
Junonia orthosialis är en fjärilsart som beskrevs av Jean Baptiste Godart 1823. Junonia orthosialis ingår i släktet Junonia och familjen praktfjärilar. Inga underarter finns listade i Catalogue of Life.